# Банкер, Эмили
Эмили Банкер (англ. Emily Bancker; 1861/62 — 5 июня 1897) — популярная актриса XIX века, выступавшая в театрах Северной Америки в 1880-х и 90-х годах. Её происхождение толком неизвестно: была ли она американкой или же была родом из Великобритании.

## Карьера
В 1882 году она вместе с Гасом Уильямсом сыграла в комедийной постановке One of the Finest, а спустя два года сыграла в постановке Le Pave de Paris. Позже вступила в Sol Smith Russell Company, для которой исполнила роль Сибиль в постановке Pa. В 1888 году Банкер появилась в постановке Hanlon Brothers’ production Voyage en Suisse, где познакомилась со своим будущим мужем, актёром Томасом В. Райли. Была участницей Rosina Vokes’ company, которая начала свою деятельность в Daly’s Theatre 13 апреля 1891 года. За это время Эмили появилась в таких постановках как, A Game of Cards, Wig and Gown и The Rough Diamond. 1 мая того же года 1891 исполнила роль Люси Гранди в постановке The Silver Shield. Спустя год Эмили присоединяется к труппе Чарльза Фромана и исполнила роль одной из двух вдов (другую вдову сыграла Джордиана Дрю) в комедийной постановке Mr. Wilkinson's Widows. После этого она исполнила роли в таких спектаклях как, The Junior Partner, His Wedding Day и Gloriana.

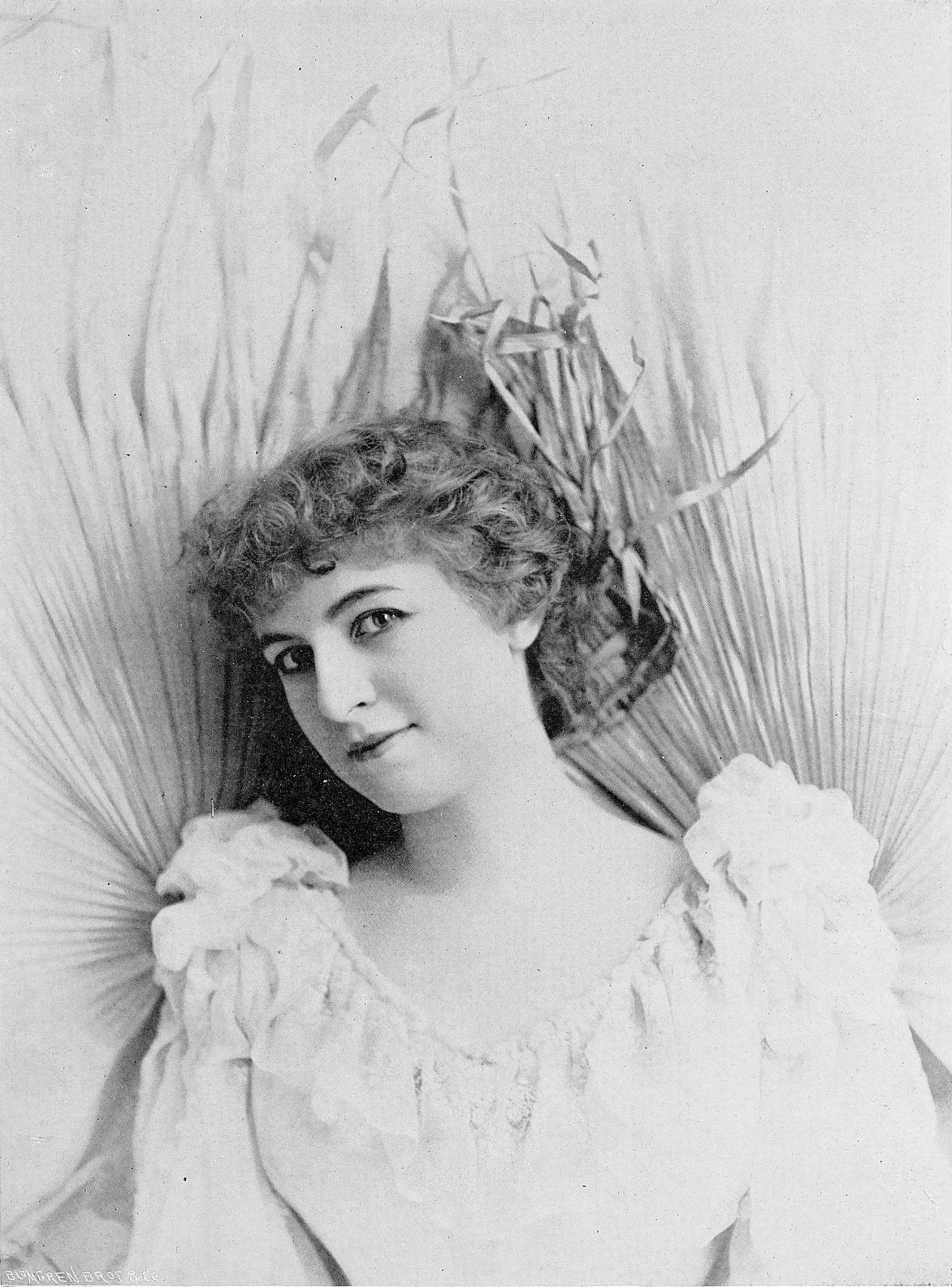
Эмили Банкер около 1891 года

Последнее выступление Банкер состоялось в Нью-Йорке 3 апреля 1897 года, когда она участвовала в постановке Our Flat, в Murray Hill Theatre. На протяжении 1890-х годов популярность Эмили достигла больших успехов, благодаря роли Миссис Мусгроув в фарс-комедии Our Flat, поставленной в театрах Лондона и Нью-Йорка в 1889 году.

## Смерть
Во время пребывания в Олбани, в штате Нью-Йорк Эмили заболела и была доставлена в местную больницу, где она скончалась 5 июня 1897 года после неудачной операции. По сообщениям причиной смерти актрисы стали осложнения, вызванные перитонитом. Её муж-бизнесмен на момент смерти актрисы находился рядом с её постелью. Позже Томас Ви. Райли сделал долгую карьеру менеджера бродвейских постановок. До своей болезни Баркер гастролировала в Нью-Йорке, играя в постановке Викторьена Сарду A Divorce Cure. Некрологи расходились во мнении по поводу происхождении актрисы; одни писали, что она родилась в Нью-Йорке, другие, что она перебралась в Америку из Великобритании. Тем не менее большинство публикаций пришли к единому мнению, что на момент смерти актрисе было за тридцать лет.